# Alexandre de Hesse e Reno
Alexandre de Hesse e Reno GCB (Alexander Ludwig Georg Friedrich Emil von Hessen und bei Rhein; Darmstadt, 15 de julho de 1823 – Seeheim-Jugenheim, 15 de dezembro de 1888) foi o terceiro filho de Luís II, Grão-Duque de Hesse e Reno e de Guilhermina de Baden. Alexandre é ancestral das atuais gerações das famílias reais britânica e espanhola.

## Biografia
Apesar de Alexandre ser melhor conhecido pelo escândalo causado por seu casamento, sua ascendência também é polémica. Foi abertamente alegado que ele e sua irmã Maria, futura imperatriz da Rússia, eram, na verdade, filhos do barão August von Senarclens de Grancy, um camareiro de sua mãe.
Filho mais jovem do grão-duque, o príncipe Alexandre seguiu a tradição militar de sua família, servindo na Armada Russa, onde se tornou um notável soldado, com um brilhante futuro à sua frente. Teve um regimento de lanceiros nomeado a partir dele e foi recompensado com a Cruz de São Jorge. O fato de sua irmã Maria ser a csarevna (princesa herdeira) da Rússia não foi uma desvantagem a suas perspectivas.

## Casamento
A carreira promissora, entretanto, interrompeu-se quando Alexandre se apaixonou pela condessa Julia von Hauke, uma dama-de-companhia de sua irmã, Maria Alexandrovna. A condessa era uma órfã alemã-polonesa tutelada pelo czar e filha do ex-ministro de guerra do czar. Na época, o czar Nicolau I estava considerando Alexandre como um potencial marido para sua sobrinha e, quando ele soube do romance, proibiu o casamento entre o príncipe e a condessa. Era inadmissível, naquele tempo, que um indivíduo de uma casa reinante se casasse com uma mera condessa. O Almanaque de Gota, léxico e guia das classes tituladas da Europa, era muito claro sobre quem poderia se casar com quem.

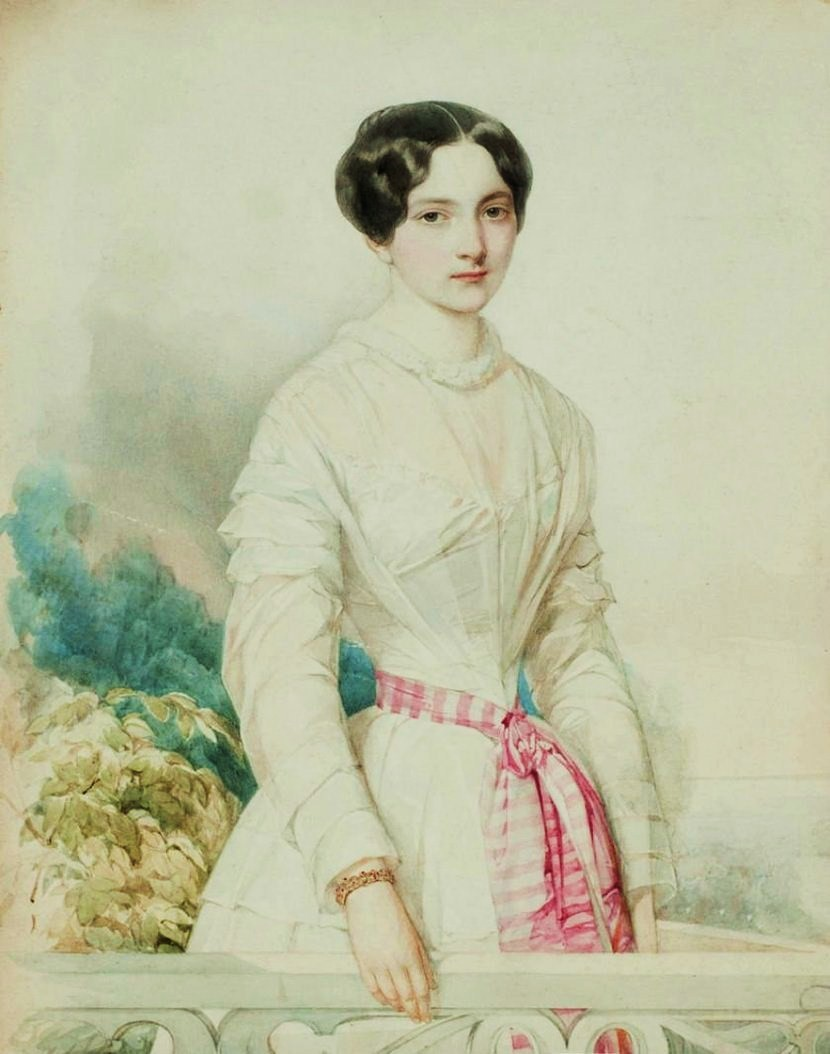
Julia von Hauke

Alexandre então foi para a Inglaterra para contemplar seu futuro, mas retornou à Rússia e fugiu com Julia de São Petersburgo. Em 1851, os dois se casaram em Breslau, na Silésia.
Eles retornaram a Hesse, e seu irmão mais velho, o grão-duque Luís III, ficou insatisfeito com o baixo status dinástico de sua cunhada. Júlia foi titulada Condessa de Battenberg (referência a uma pequena cidade no norte de Hesse, onde eles primeiro viveram em reclusão), mas seus filhos continuariam excluídos da linha de sucessão. A condessa mais tarde foi elevada à posição de princesa (Fürst), e finalmente eles retornaram a Darmstadt.
Tendo renunciado a suas reclamações dinásticas, o príncipe Alexandre e sua esposa morganática tiveram uma vida sossegada. A família deles viveu primariamente no Castelo de Heiligenberg, perto de Jugenheim, ao sul de Hesse.
O príncipe Alexandre de Hesse morreu em 1888, e a princesa Julia de Battenberg morreu no Castelo de Heiligenberg sete anos depois, aos oitenta anos.

## Descendência
Alexandre casou-se com a condessa Julia von Hauke, de quem teve os seguintes filhos:
- Maria de Battenberg (1852-1923), consorte do príncipe Gustavo Ernesto de Erbach-Schönberg;
- Luís de Battenberg (1854-1921), depois Louis Mountbatten, 1.º Marquês de Milford Haven; casou-se com Vitória de Hesse e Reno, com descendência;
- Alexandre de Battenberg (1857-1893), Príncipe-Regente da Bulgária como Alexandre I de 1879 até 1886;
- Henrique de Battenberg (1858-1896), casou-se com a princesa Beatriz do Reino Unido, com descendência;
- Francisco José de Battenberg (1861-1924), casou-se com Ana de Montenegro, sem descendência.

Apesar da modesta origem, a família Battenberg rapidamente foi aceitada dentro da nobreza da Europa, formando laços matrimoniais com a família real britânica. O segundo filho de Alexandre tornou-se o primeiro príncipe da moderna Bulgária.
No século XX, alguns descendentes do príncipe Alexandre foram consortes de três soberanos europeus:
- Vitória Eugênia de Battenberg - Rainha da Espanha, consorte de Afonso XIII da Espanha.
- Luísa Mountbatten - Rainha da Suécia, consorte de Gustavo VI Adolfo.
- Filipe da Grécia e Dinamarca, marido de Isabel II do Reino Unido e filho da princesa Alice de Battenberg.